# Oryx beisa ssp. callotis
Длакавоухи орикс (лат. Oryx beisa callotis, енгл. Fringe-eared oryx) је подврста источноафричког орикса врсте сисара из реда папкара (Artiodactyla) и породице шупљорожаца (Bovidae). 

## Распрострањење
Длакавоухи орикс насељава југоисточну Кенију и североисточну Танзанију.

## Станиште
Подврста длакавоухи орикс има станиште на копну.

## Угроженост
Ова подврста се сматра рањивом у погледу угрожености од изумирања.

### Популациони тренд
Популација ове подврсте се смањује, судећи по расположивим подацима.